# Grolar
Pizzly, grolar sau Prizzly (anglicism) este rezultatul hibridizării dintre un urs alb și un grizzly. Această hibridizare, încă rară, a fost observată în captivitate, dar și în natură. Diferitele sale denumiri formate din cuvintele „grizzly” și „polar”.

## Observații
În anii 1970, această încrucișare a fost deja observată în grădina zoologică din Thoiry, unde, din lipsă de spațiu, fuseseră reunite un urs grizzly și un urs polar.
În 2006, au fost efectuate analize ADN asupra unui urs cu o blană ciudată, împușcat lângă Sachs Harbour de Jim Martell, în teritoriile de nord-vest de pe insula Banks din arctica canadiană ; este atestată existența 
primului individ sălbatic a cărui hibridizare este confirmată. În primăvara anului 2010, un alt urs ucis, cu blană albă, dar picioare maronii, se dovedește a fi născut dintr-un urs grizzly mascul și o femelă pizzly  .
Alte cazuri anterioare de hibridizare au fost raportate, dar, deși plauzibile, ele nu au putut fi confirmate, tehnicile de analiză ADN nefiind disponibile. În martie 2014, se crede că aproximativ cinci indivizi hibrizi trăiau în sălbăticie.

## Cauze
Încălzirea globală a mediului inconjurător amplifică fenomenul. Odată cu topirea banchizei, ursul polar 
se retrage spre sudul Canadei, ursul brun urcă din ce în ce mai mult către pădurile din nord și deci cele două specii sunt nevoite să trăiască pe un teritoriu comun pe o anumita perioada din an.
În plus, topirea banchizei  determină scăderea populației de urși polari. Această diminuare scade probabilitatea întâlnirii și împerecherii între un mascul polar și o femelă polară și astfel îi obligă să se reproducă cu o specie apropiată, precum ursul grizzly.

## Consecințe
Specialistul Rémy Marion afirmă că  „grolarul nu este în nici un caz o noua specie animalã. Pentru a vorbi de o nouă specie, ar trebui ca patrimoniul genetic al hibridului sa fie izolat. Aici nu este cazul.”
„le grolar n'est en aucun cas une nouvelle espèce d'ours. Pour avoir une nouvelle espèce, il faudrait que le patrimoine génétique de l'hybride soit isolé. Ici ce n'est pas le cas”
  Pizzly este o excepție printre hibrizi, deoarece este una dintre singurele capabile să se reproducă deoarece "Din punct de vedere geografic, cele două specii sunt îndepartate dar din punct de vedere genetic ele au multe similitudini care le permit de a avea pui fertili".
„Géographiquement, les deux espèces sont éloignées, mais génétiquement elles ont beaucoup de similarités ce qui permet à leurs petits d'être fertiles”
 Rémy Marion amintește, de asemenea, că " cu mai bine de 600.000 de ani în urmă, ursul polar și ursul grizzly erau unul și același individ."
„il y a plus de 600.000 ans, l'ours polaire et l'ours brun ne faisaient qu'un”
. De fapt, ursul polar în sine este deja rezultatul hibridizării, care a avut loc probabil 150.000 ans, după cum a demonstrat rezultatul analizei ADN-ului său. Fazele uneori intense de încălzire climatică din trecut și interacțiunile dintre diferiții urși, reprezintă factorii faptului că cele două „specii” actuale sunt produsul vechilor hibridizări. Re-împerecherea acestor hibrizi ar fi produs speciile pe care le cunoaștem, într-un ciclu continu.
Deși hibridizarea poate fi un fenomen natural care participă la diversitatea biologică, cercetătorii americani se tem că ea va cauza dispariția ursului polar mai repede și că grolarul va fi mai puțin adaptat la mediul său, dată fiind viteza schimbărilor provocate artificial de către om.  Alți oameni de știință au preconizat riscul tulburărilor fizice și de comportament la aceste specii, de exemplu, pizzly ar putea avea capacitați reduse  de rezistență la frig extrem în comparație cu ursul polar.  De asemenea, unii pizzly observați într-o grădină zoologică din Germania au dovedit o capacitate de înot mai slabă decât cea a ursului polar.

Aceste considerații trebuie însă puse în perspectivă, deoarece această hibridizare, necesară pentru supraviețuirea lor, unii oameni de știință văd pizzly ca salvatorul ursului polar, amenințat de încălzirea globală. Pe de altă parte, ursul polar, al cărui teritoriu și hrană dispar, ar putea, de exemplu, să supraviețuiască încrucișându-se cu ursul grizzly și să se adapteze mâncând, ca el, fructe sau păsări. Ca și în trecut, este ipotetic posibil ca numai grupurile situate în nordul extrem, unde gheața de mare oferă încă o nutriție posibilă, să păstreze caracteristicile actuale ale ursului polar, în timp ce populațiile din sud (în special Labrador) sunt predispuse , de-a lungul mileniilor, de a se transforma în permanență sub diferite forme, iar pizzly est doar unul dintre avatarurile lui. 

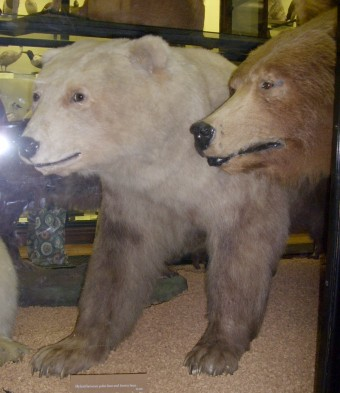
Grolar la Muzeul de Istorie Naturală Tring (Regatul Unit).
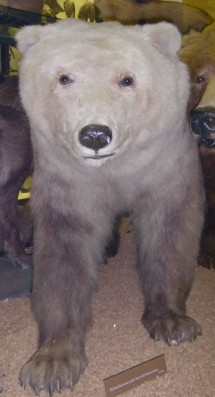
Grolar la Muzeul de Istorie Naturală Tring (Regatul Unit).